# Prison de Tora
La prison de Tora est un complexe carcéral situé à Tora, dans la banlieue du Caire, en Égypte.

## Composition et histoire
Une première prison préexiste au complexe : la prison agricole de Tora Mazraa est construite par les Anglais en 1908.
Le complexe carcéral de Tora naît en 1928 sous l'impulsion du Premier ministre Moustapha el-Nahhas Pacha pour réduire la surpopulation dans la prison d'Abou-Zaabal.
Sous la présidence d'Anouar el-Sadate, de nombreux opposants politiques y sont enfermés. Il fait construire Tora Istiqbal après les révoltes du pain (en) de 1977, et étend encore la prison en 1979 après les accords de Camp David pour y accueillir les opposants à celui-ci, dont des membres de l'élite égyptienne. Hosni Moubarak, à son tour, y emprisonne des opposants politiques et religieux, notamment issus des groupes islamistes.
Dans les années 2010, les cinq secteurs principaux du complexe de Tora sont :
- Tora Mazraa, prison agricole ;
- Tora Istiqbal, prison initialement dédiée à la réception temporaire de détenus, mais transformée en lieu de détention à long terme[1] ;
- Tora Liman, secteur de haute sécurité ;
- Mahkoumi Tora ;
- Al-Aqrab (« Scorpion » en français), secteur de haute sécurité.

## Non-respect des droits de l'homme
La torture et les mauvais traitements infligés aux détenus sont rapportés de manière régulière par la presse et par les ONG de défense des droits humains, en particulier dans la prison de haute sécurité Al-Aqrab (« Scorpion » en français). Cette dernière, qualifiée de « cachot sordide » par Le Figaro en 2014, accueille sous Mohamed Morsi de nombreux prisonniers politiques, essentiellement des Frères musulmans.
En 1996 déjà, sous la dictature d'Hosni Moubarak, The Independent rapporte que « vingt prisonniers ont été déshabillés et fouettés avec des cannes sur le dos, les pieds et les fesses » dans « le Scorpion », que quatre-vingts autres ont été fouettés, tandis que les conditions de détention sont insalubres et que les détenus sont privés de visite depuis plus de deux ans
En septembre 2016, sous la présidence d'Abdel Fattah al-Sissi, l'ONG Human Rights Watch publie un rapport intitulé « “We Are in Tombs” — Abuses in Egypt’s Scorpion Prison », qui rapporte que « le personnel de la prison surnommée « Scorpion » passe violemment à tabac les détenus, les place en isolement dans des cellules « disciplinaires » exiguës, interdit les visites des familles et des avocats, et interfère avec les traitements médicaux », conduisant au décès de plusieurs prisonniers,. Un rapport publié en 2015 par l'ONG Egyptian Commission for Rights and Freedoms avait relevé un accès aux soins médicaux très restreint dans la prison « Scorpion ».

## Détenus notables
- Peter Greste (australien), Mohamed Fahmy (égypto-canadien) et Baher Mohamed (égyptien), tous trois journalistes Al Jazeera, condamnés à sept à dix ans de prison en 2014 pour avoir interviewé des Frères musulmans[9] — Peter Greste est transféré dans son pays et libéré en février 2015[10], ses deux collègues sont « pardonnés » par le président Al-Sissi et libérés en septembre de la même année[11],[12] ;
- Mohamed Morsi, ancien président de la République[13] ;
- Hosni Moubarak, ancien président de la République[14] ;
- Shawkan, photojournaliste égyptien ;
- Shady Habash, photographe et réalisateur égyptien.